# Boxes Paradise
Boxes Paradise è un album del gruppo rock progressivo Sensations' Fix.

## Disco
L'album si distacca leggermente dai lavori precedenti e, rispetto ai primi lavori, vi è un suono influenzato dal genere krautrock. Così come il precedente Finest Finger, l'album contiene parti vocali più elaborate.
Il disco è contenuto nel terzo volume di "Progressive Italia - Gli Anni 70'".

## Tracce

### Lato A
1. The Flu – 4:20
2. Faux Batard – 3:25
3. Boxes Paradise (Including Short Flights) – 6:15
4. Voices – 4:54

### Lato B
1. Mother's Day – 7:24
2. Luna Slain – 4:50
3. Vision Fugitives – 6:44

Durata totale – 37:00

## Formazione
- Franco Falsini (voce, chitarra)
- Steve Head (tastiere)
- Keith Edwards (batteria)
- Matt Noble (tracce: A2, A3.b, A4), Richard Ursillo (tracce: A1, A3.a, B1 a B3) – (basso)[3]
- Cloud 9 (12) (sintetizzatore)